# Sancoins
Sancoins – miejscowość i gmina we Francji, w Regionie Centralnym, w departamencie Cher.
Według danych na rok 1990 gminę zamieszkiwały 3634 osoby, a gęstość zaludnienia wynosiła 68 osób/km² (wśród 1842 gmin Regionu Centralnego Sancoins plasuje się na 97. miejscu pod względem liczby ludności, natomiast pod względem powierzchni na miejscu 66.).